# Unique Modèle 17
Pour les articles homonymes, voir Unique.
L'Unique Modèle 17 est un pistolet de défense dérivé du Ruby llama (meilleure finition). Fabriqué par la MAPF de 1928 à 1944, il tire le 7,65 Browning. Il fut utilisé par l'Armée française et la Wehrmacht respectivement 18 000 et 50 000 PA) au cours de la Seconde Guerre mondiale. Il fut également utilisé en Libye lors de la guerre civile libyenne.

## Technique
Copié sur le pistolet Ruby, l'Unique 17 fonctionne grâce à une platine simple action, un chien intérieur et à une culasse non calée. Il possède une sûreté manuelle située devant la plaquette de crosse gauche. Le ressort récupérateur est sous le canon. Les organes de visée sont fixes mais certains modèles eurent une hausse tangentielle. Ce pistolet possédait également un crochet de chargeur sis sous la poignée et parfois un anneau de fixation pour une dragonne.

## Données numériques
- Munition : 7,65 × 17 mm Browning[2]
- Longueur : 15,5 cm
- Canon : 8,2 cm
- Masse à vide : 785 g
- Chargeur : 9 coups

## Sources
- Collectif, « Pistolet Unique modèle 17 » , www.secondeguerre.net.
- Star & Ruby par J.P. Bastié  et Daniel Casanova (Crépin-Leblond /FG Editions, 1989)
- Jean-René Clergeau, « Les pistolets automatiques de l'armée française de 1915 à 1940 », La Gazette des Armes, no 125,‎ janvier 1984, p. 29-34.
- Jean-Pierre Bastié et Daniel Casanova, Les pistolets Unique. Histoire de la Manufacture d'Armes des Pyrénées Françaises, Chaumont, Crépin-Leblond, 2013.

## Pour en savoir plus
- Les Armes de Poing de L'Armee française 1858-2004	par J. Huon & E. Medlin, Editions    Crepin Leblond, Avril 2005.
- Revolvers & pistolets automatiques français	par Daniel Casanova, Etai, Septembre 2015.
- Les Pistolets 7,65 par Daniel Casanova (Crépin-Leblond, 2019).